# 韓國駐外機構列表

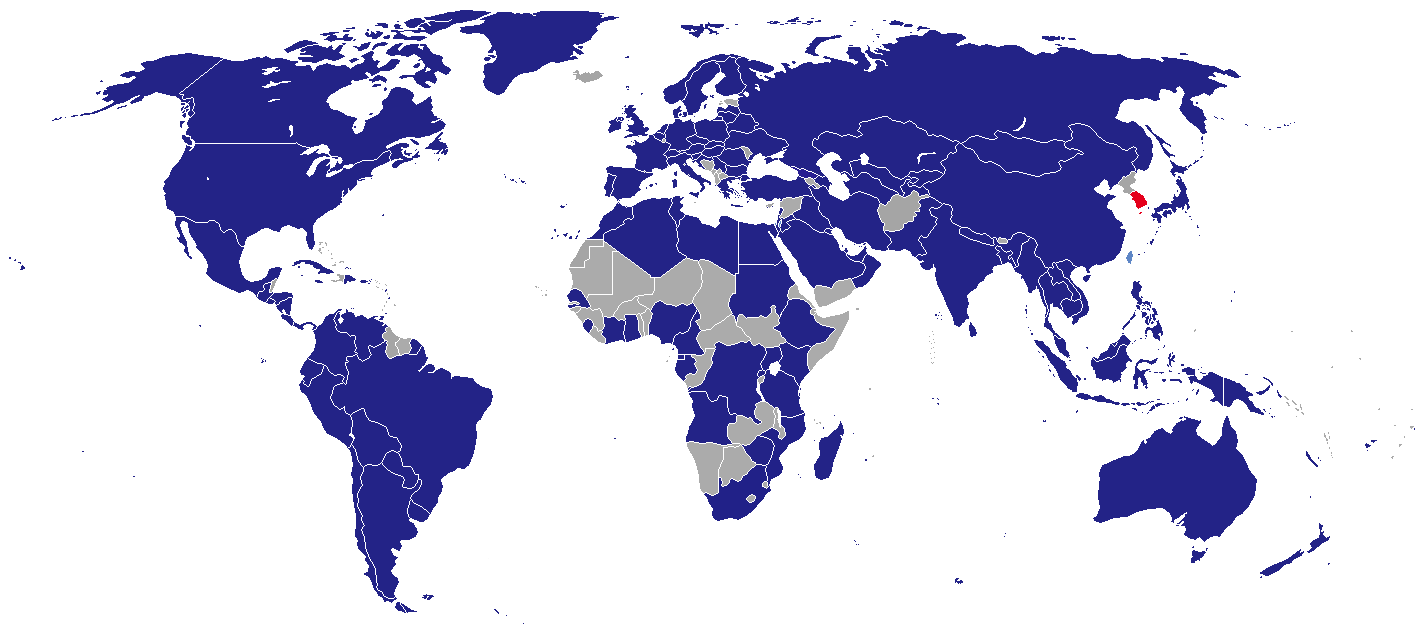
韩国大使馆派駐国一览

韓國駐外機構列表為東亞國家大韩民国派駐外國代表機構之列表（不含名誉领事馆）。

## 历史
冷战时期，韩国外交主要是以韩美关系为核心，与西方资本主义国家发展关系。20世纪70年代初，韩国开始与社会主义国家阵营接触。1988年，卢泰愚当选韩国总统后，开始推行“北方政策”，积极与社会主义国家发展外交关系，因此在中国、越南、老挝等国也有了韩国外交机构。1993年，金泳三文人政府开始提出“世界化、民间化、多边化、多元化、区域合作和面向未来”的外交政策。在金泳三之后的韩国各界政府也都积极推行了多边外交政策。

## 非洲

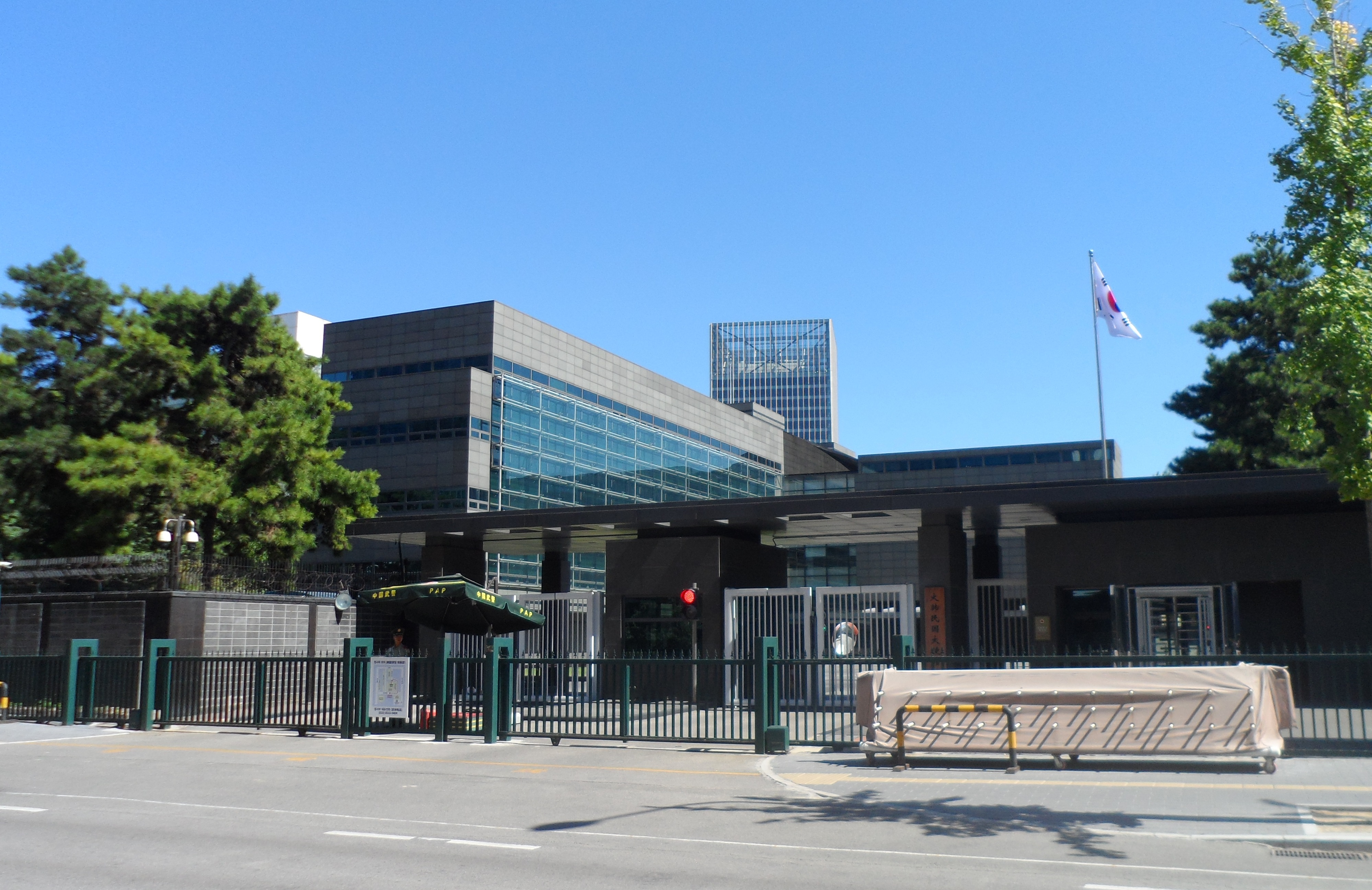
韩国驻华大使馆

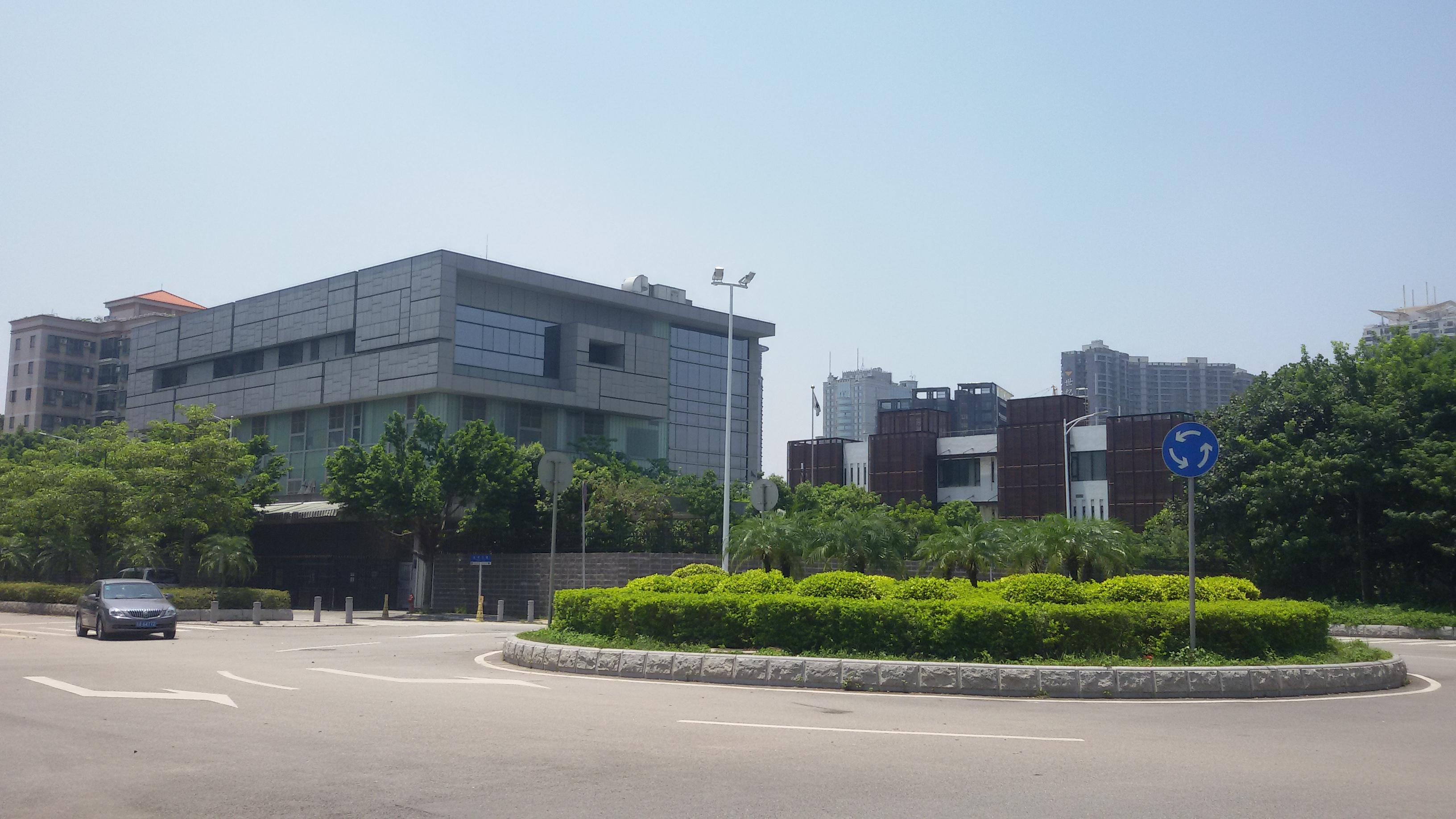
韩国驻广州总领事馆

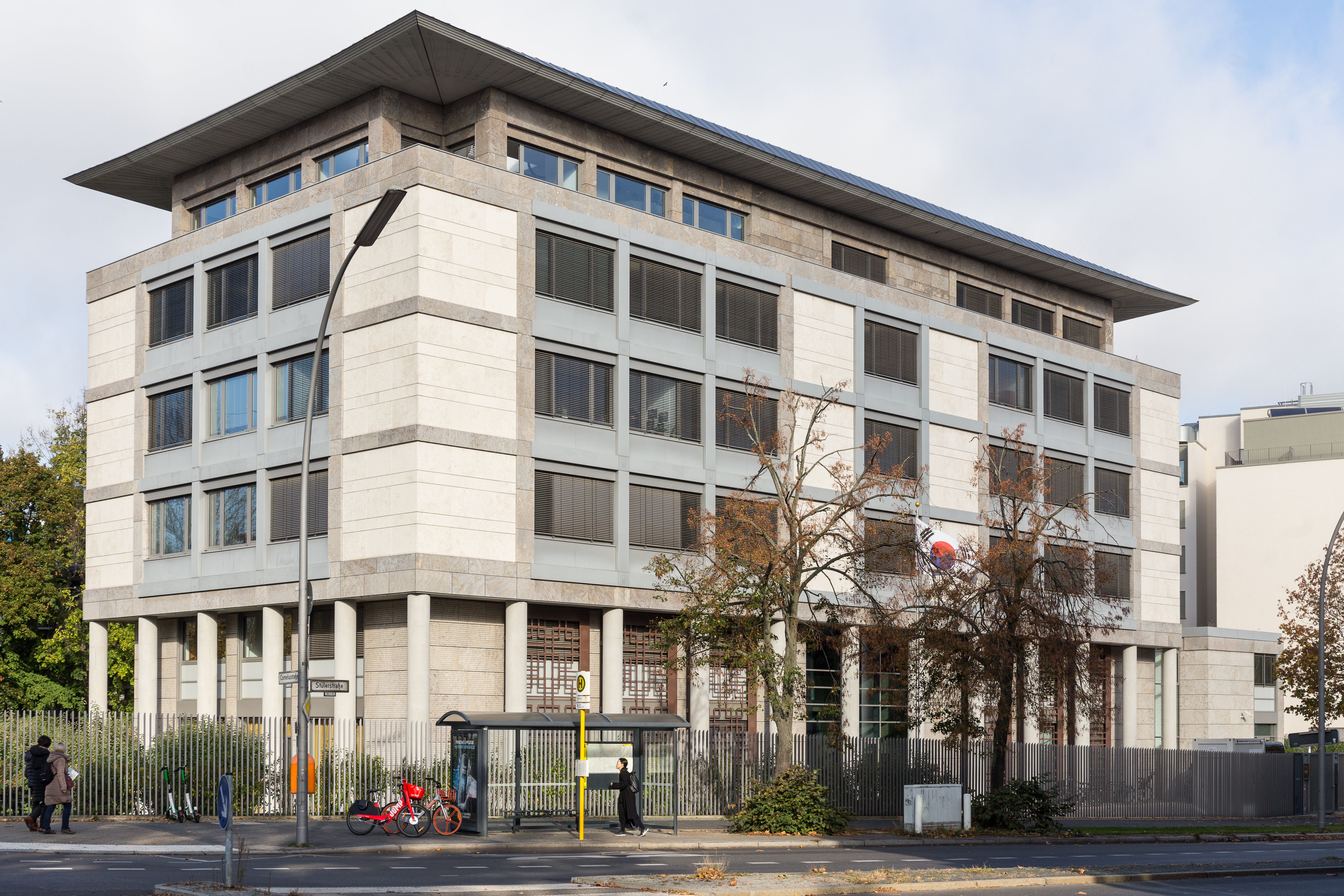
韩国驻德大使馆

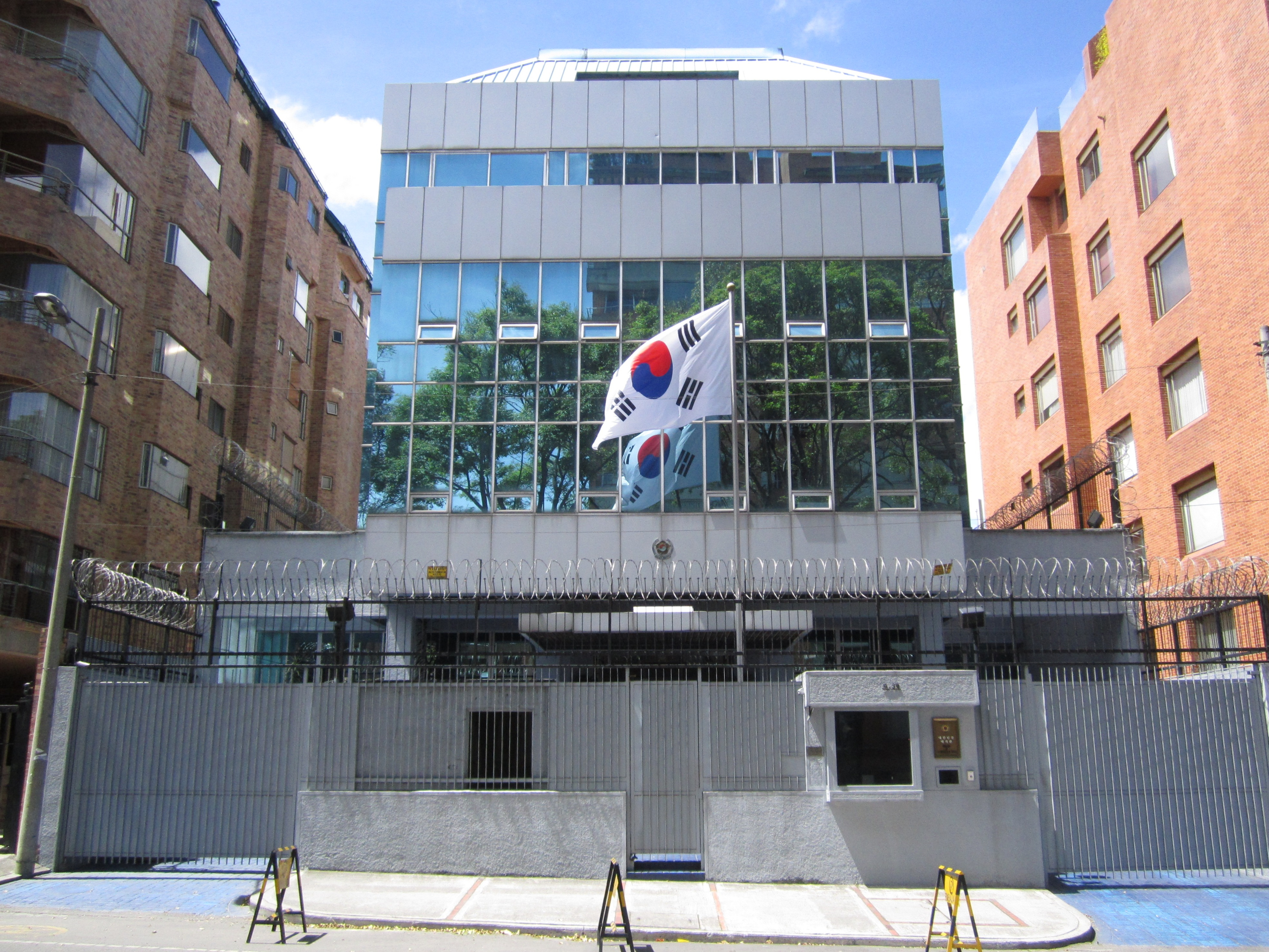
韩国驻哥伦比亚大使馆

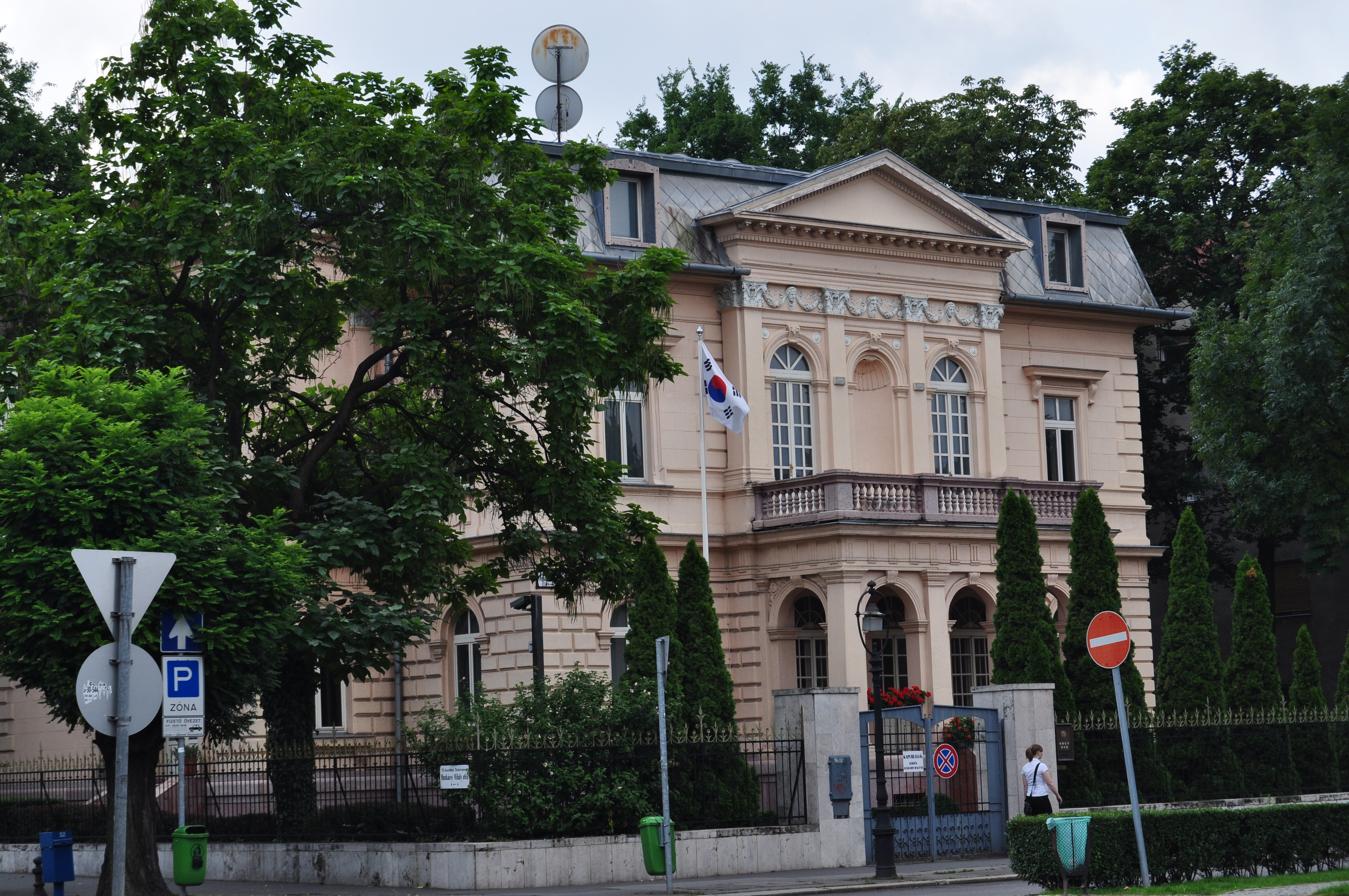
韩国驻匈牙利大使馆

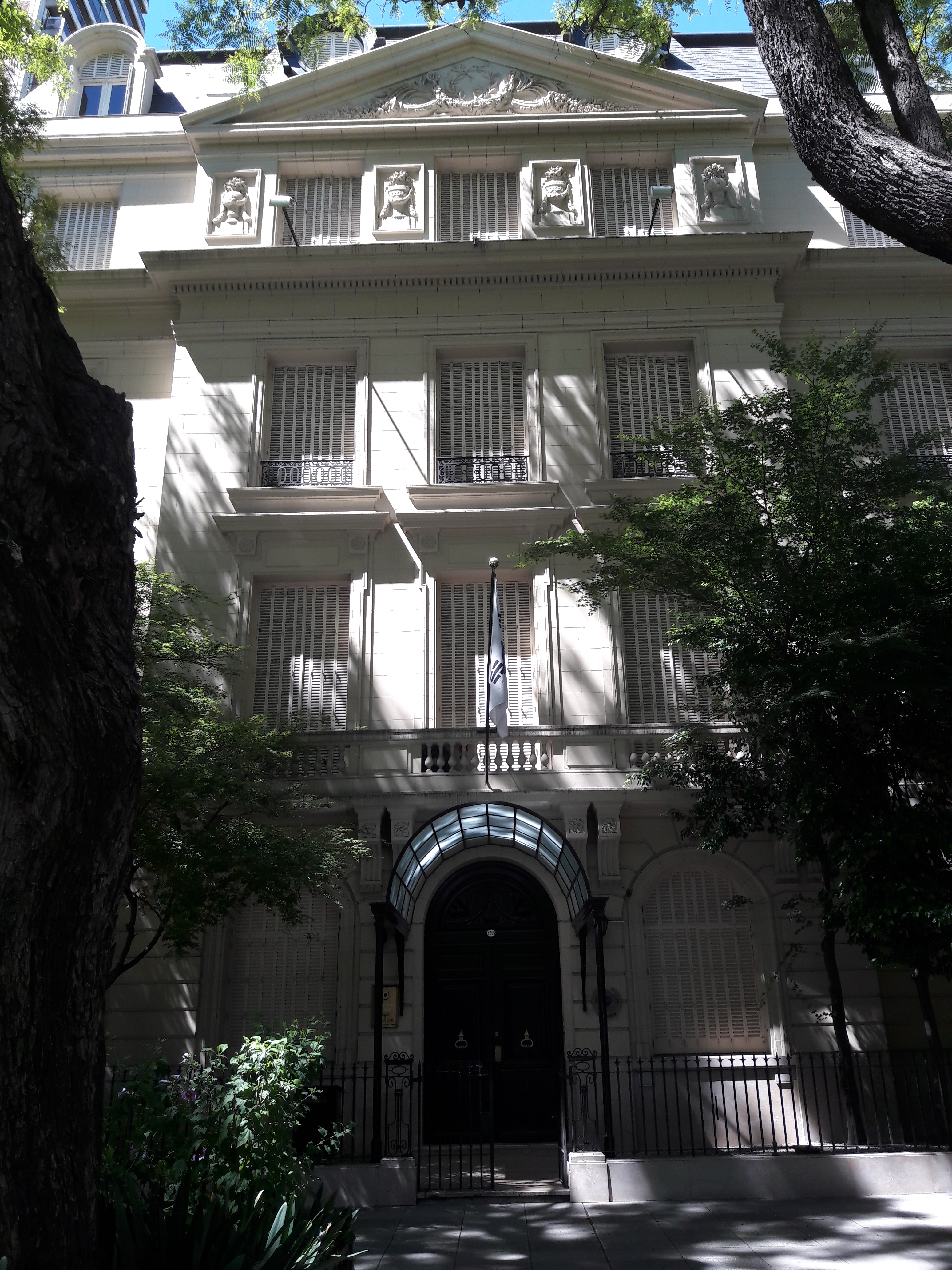
韩国驻阿根廷大使馆

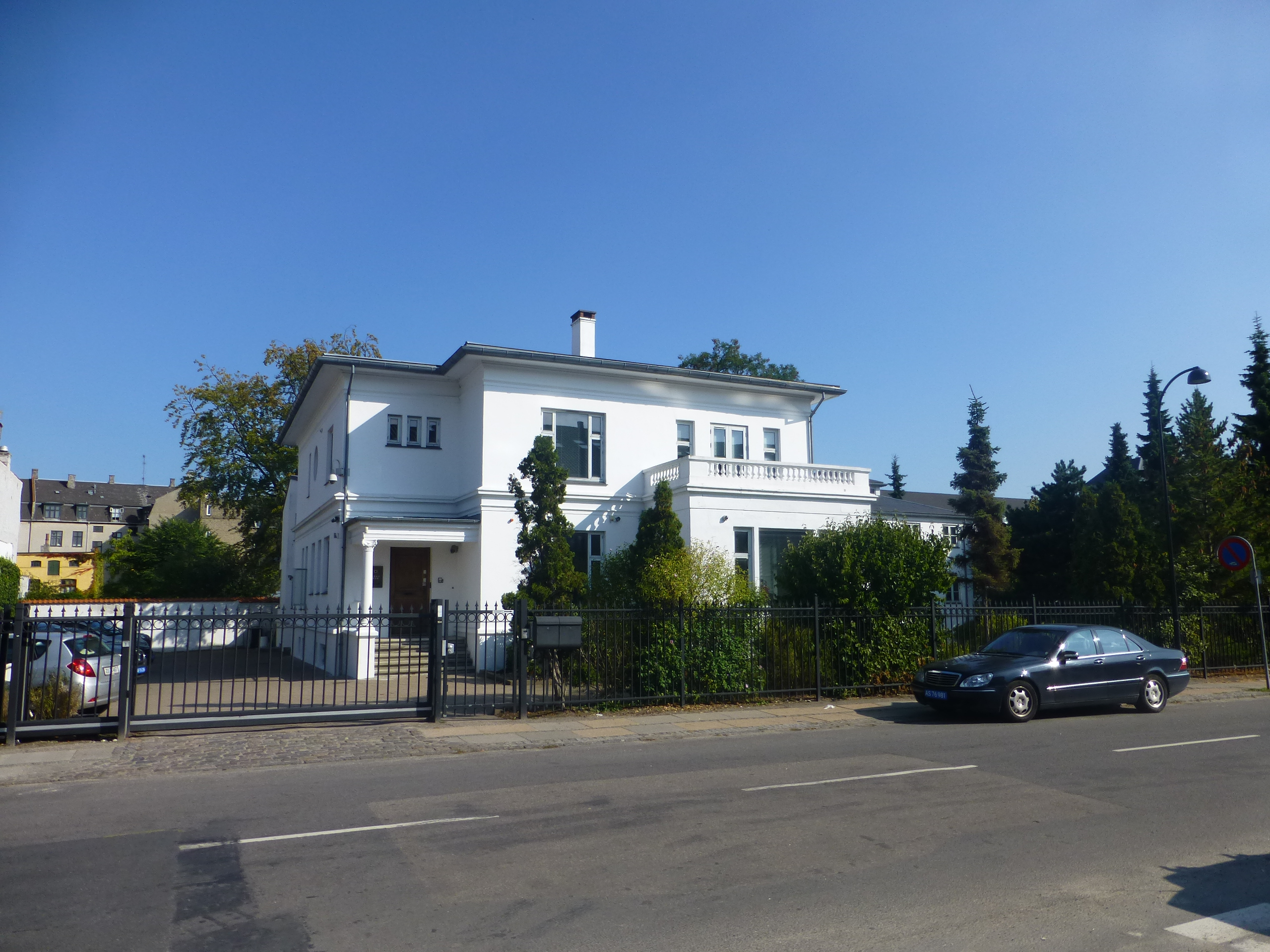
韩国驻丹麦大使馆

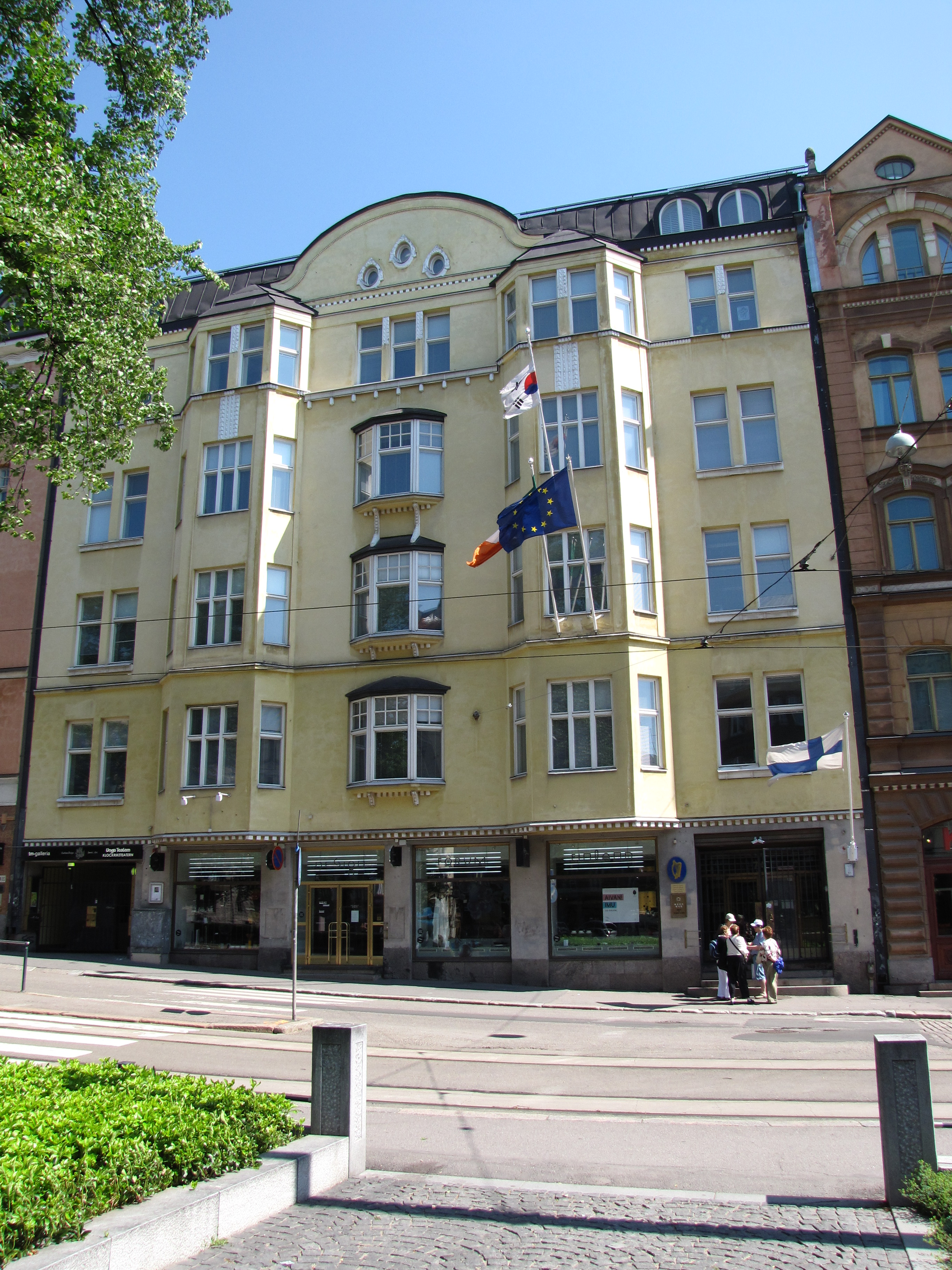
韩国驻芬兰大使馆

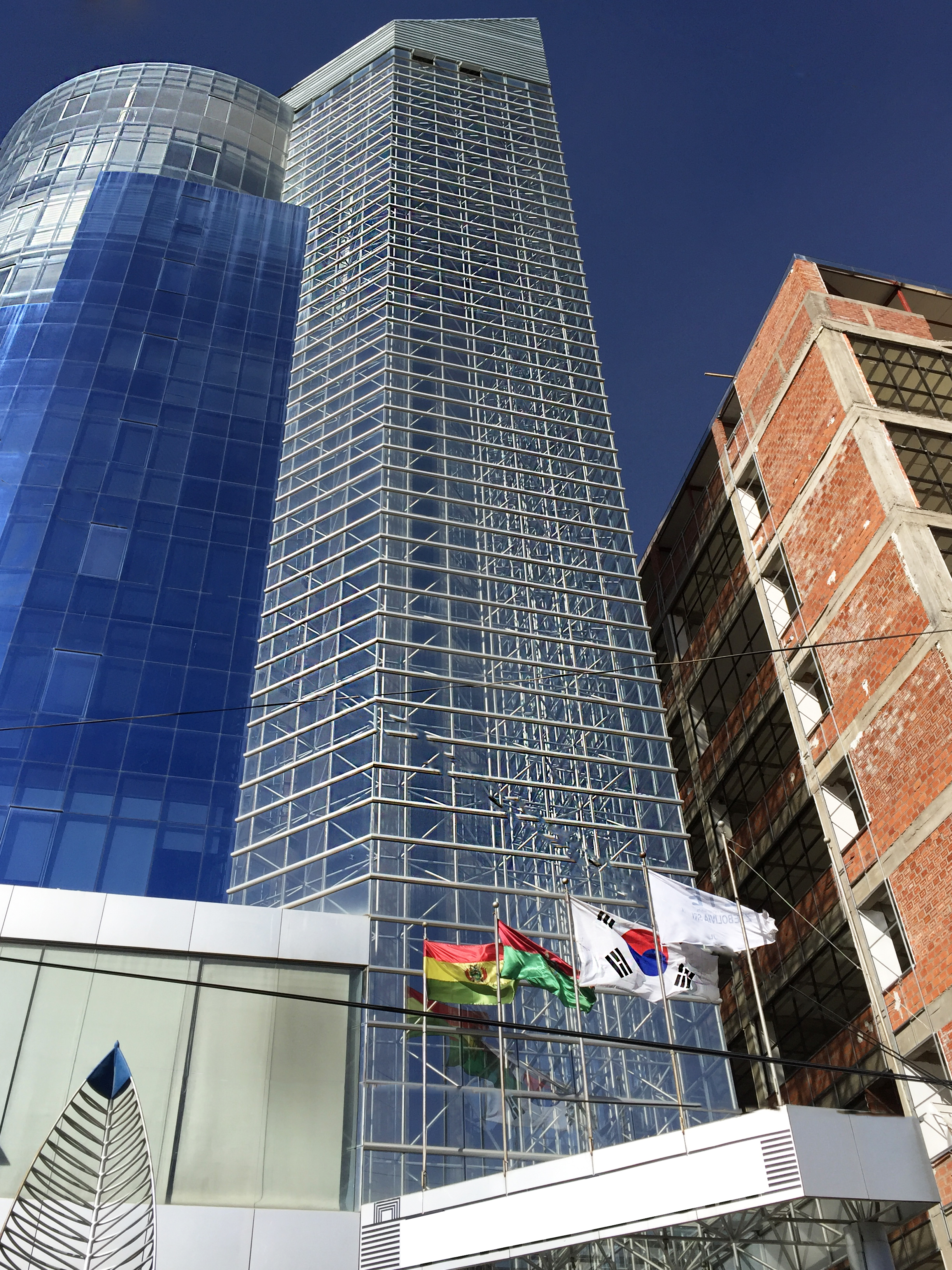
韩国驻玻利维亚大使馆

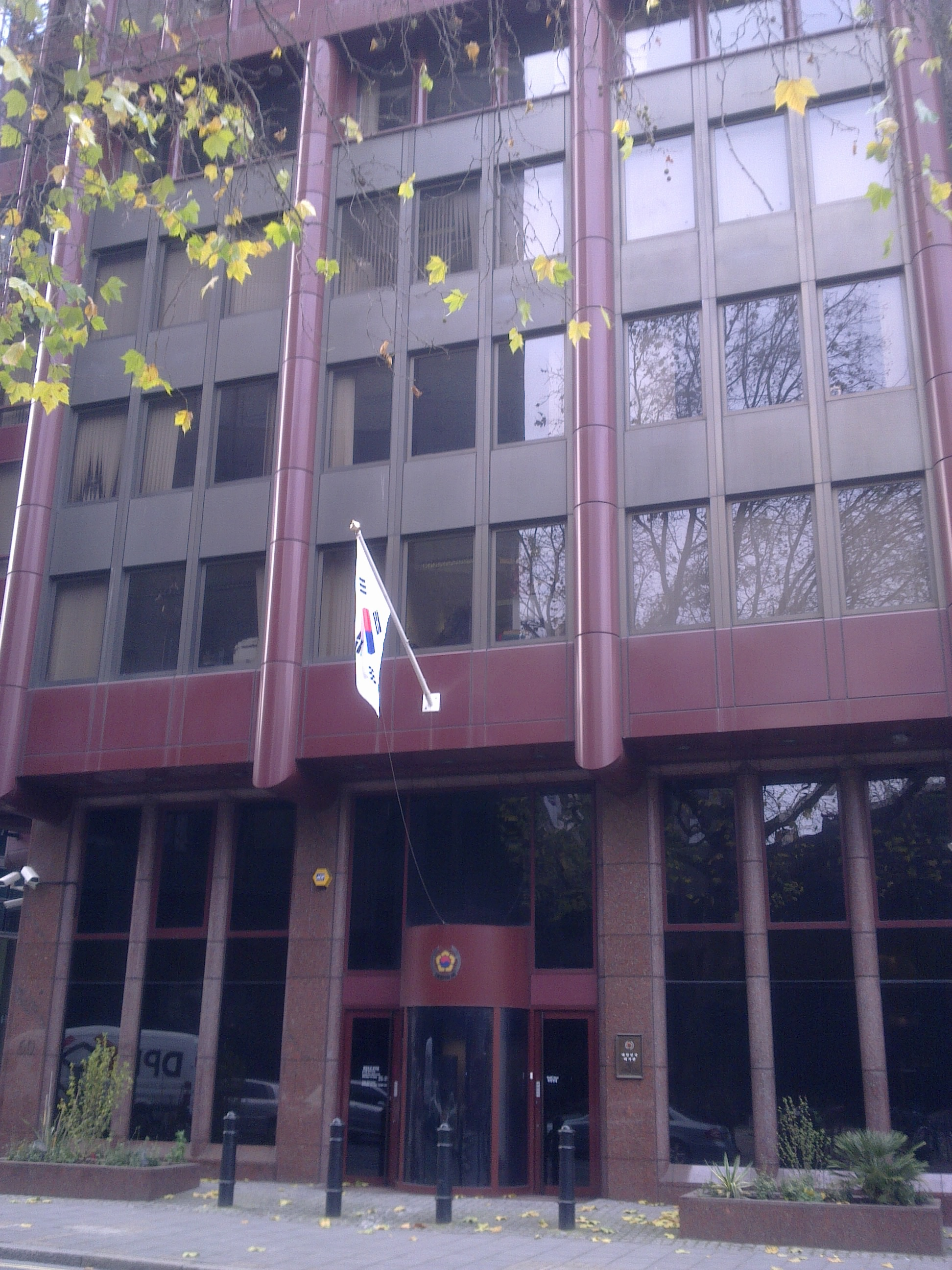
韩国驻英大使馆

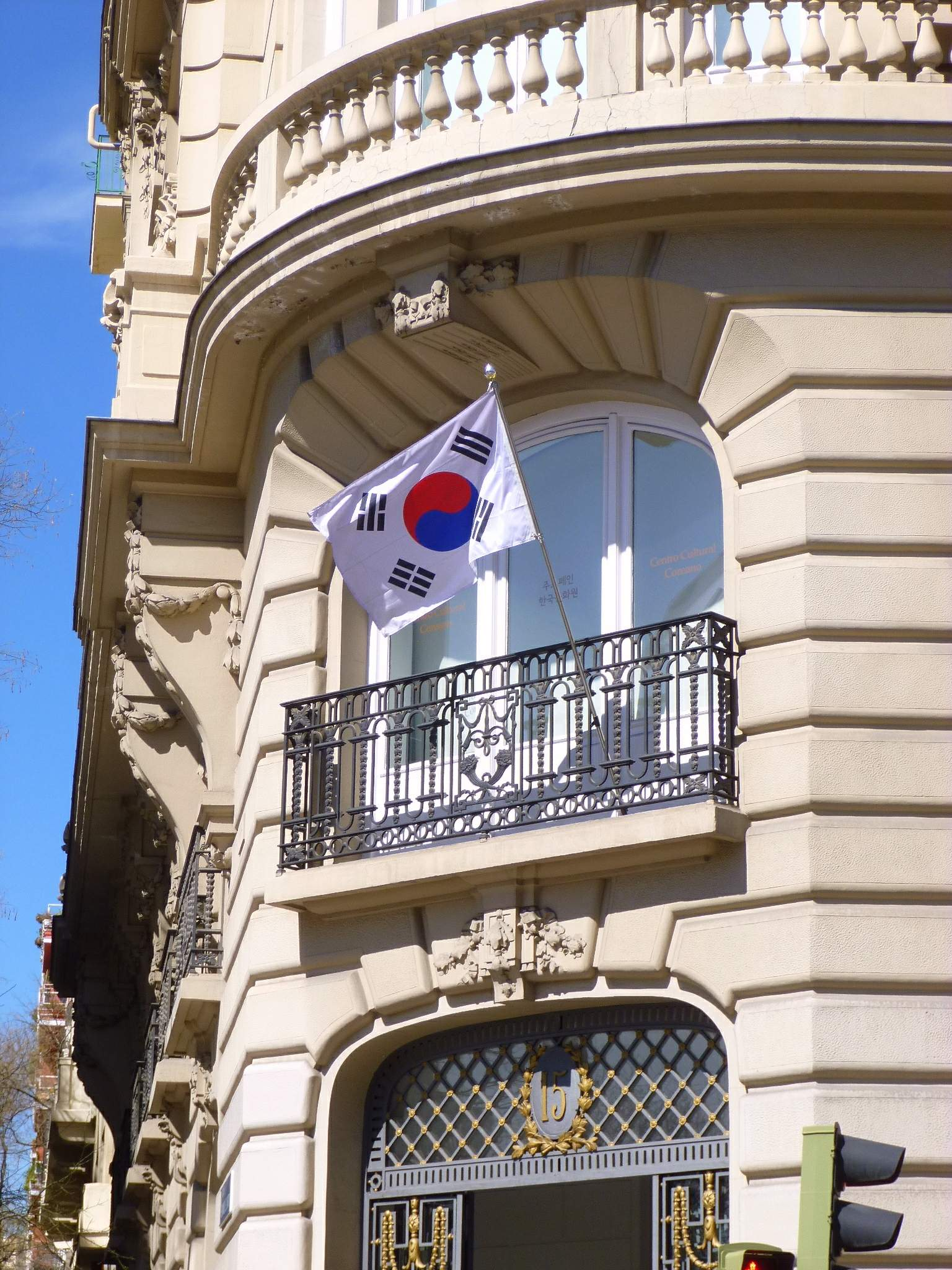
韩国驻西班牙大使馆

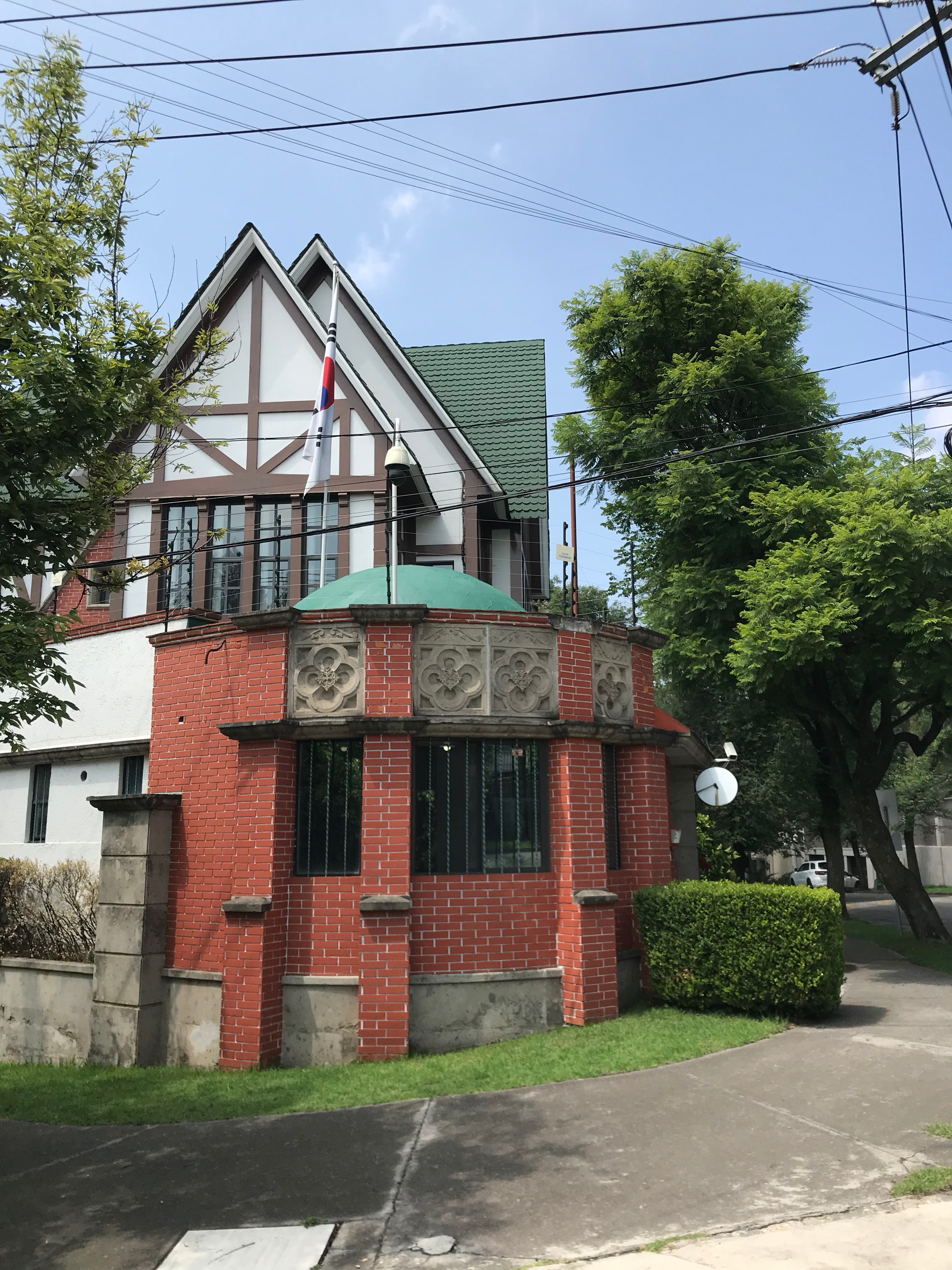
韩国驻墨西哥大使馆

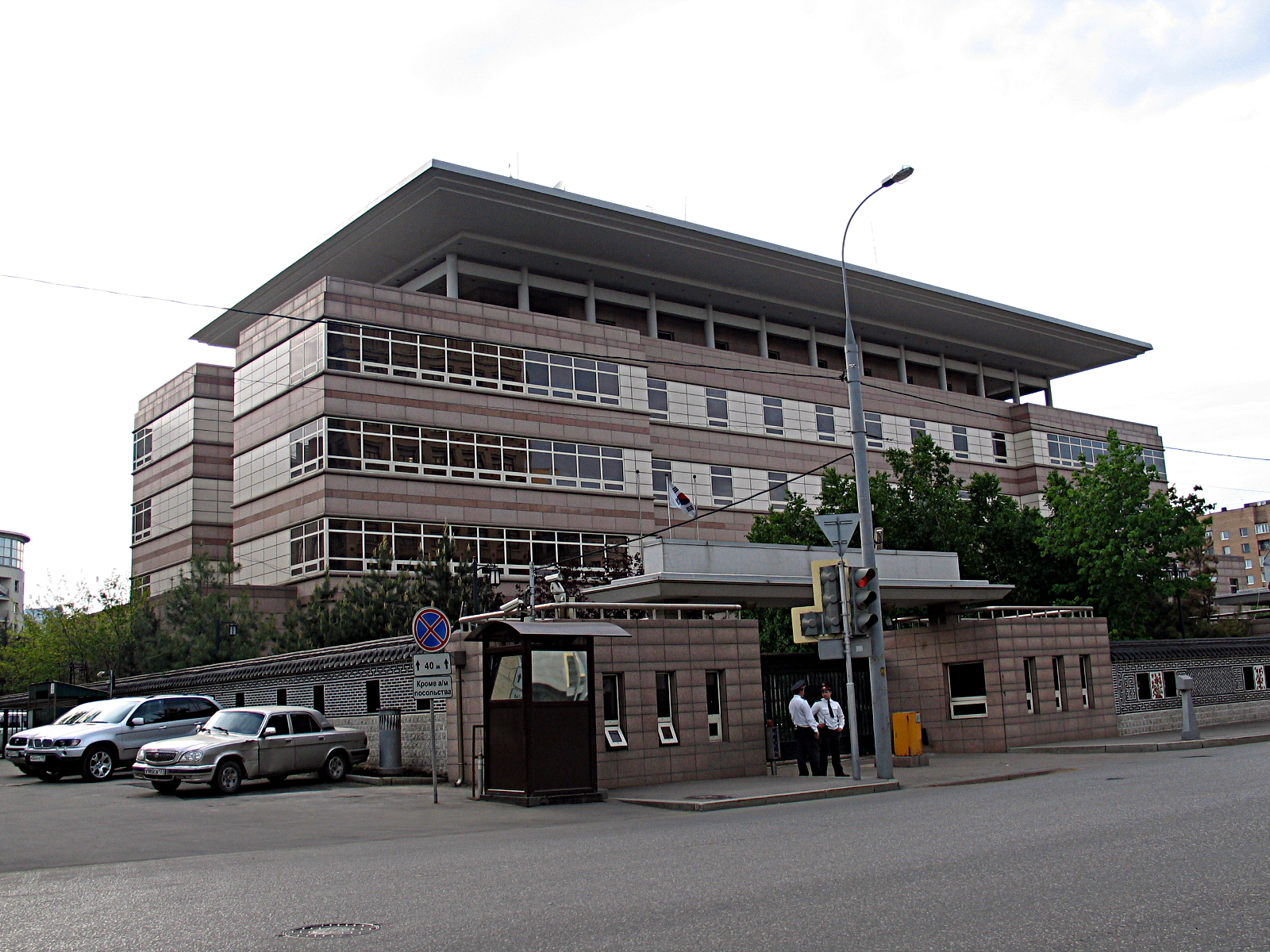
韩国驻圣彼得堡总领事馆

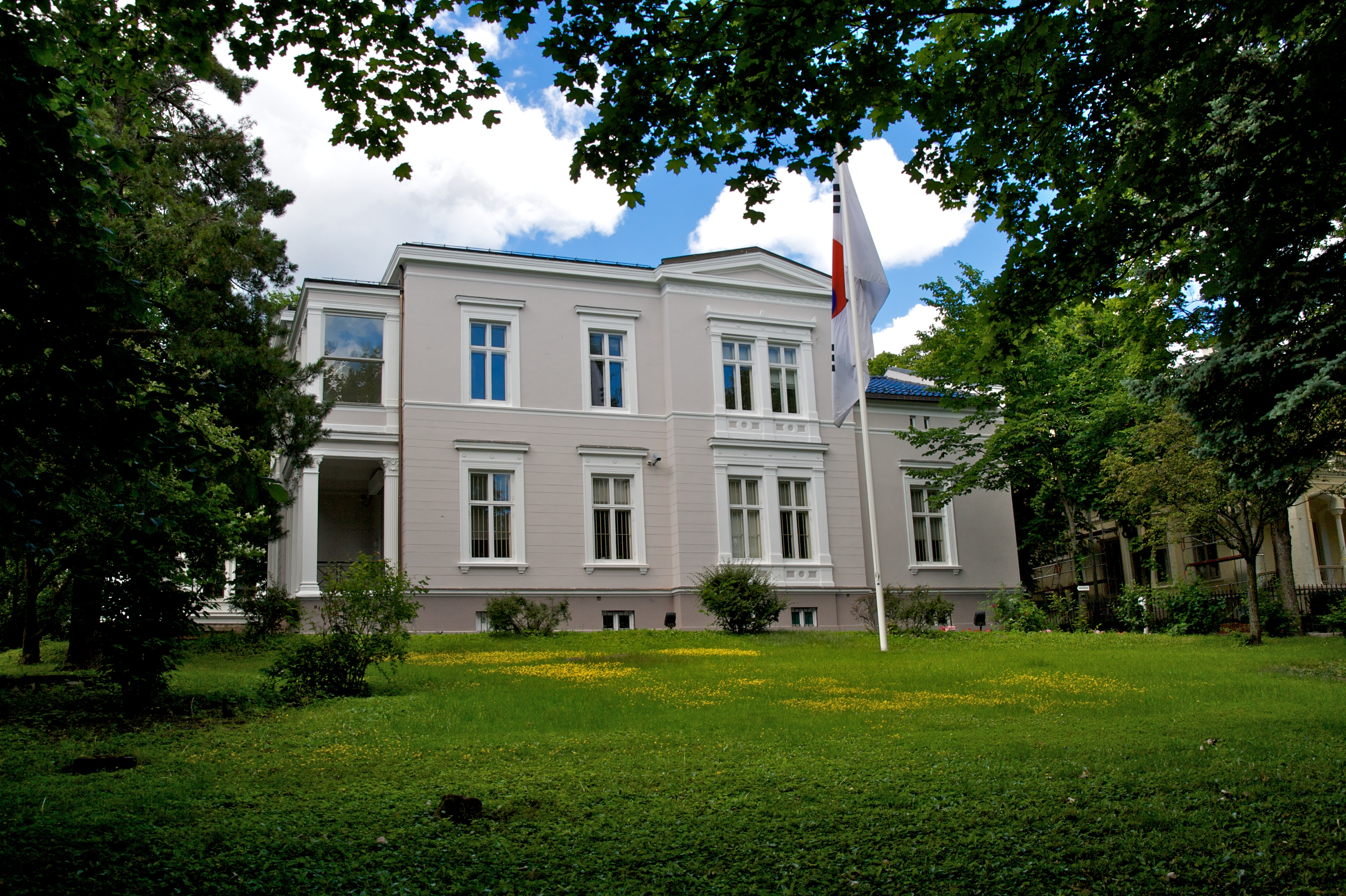
韩国驻挪威大使馆

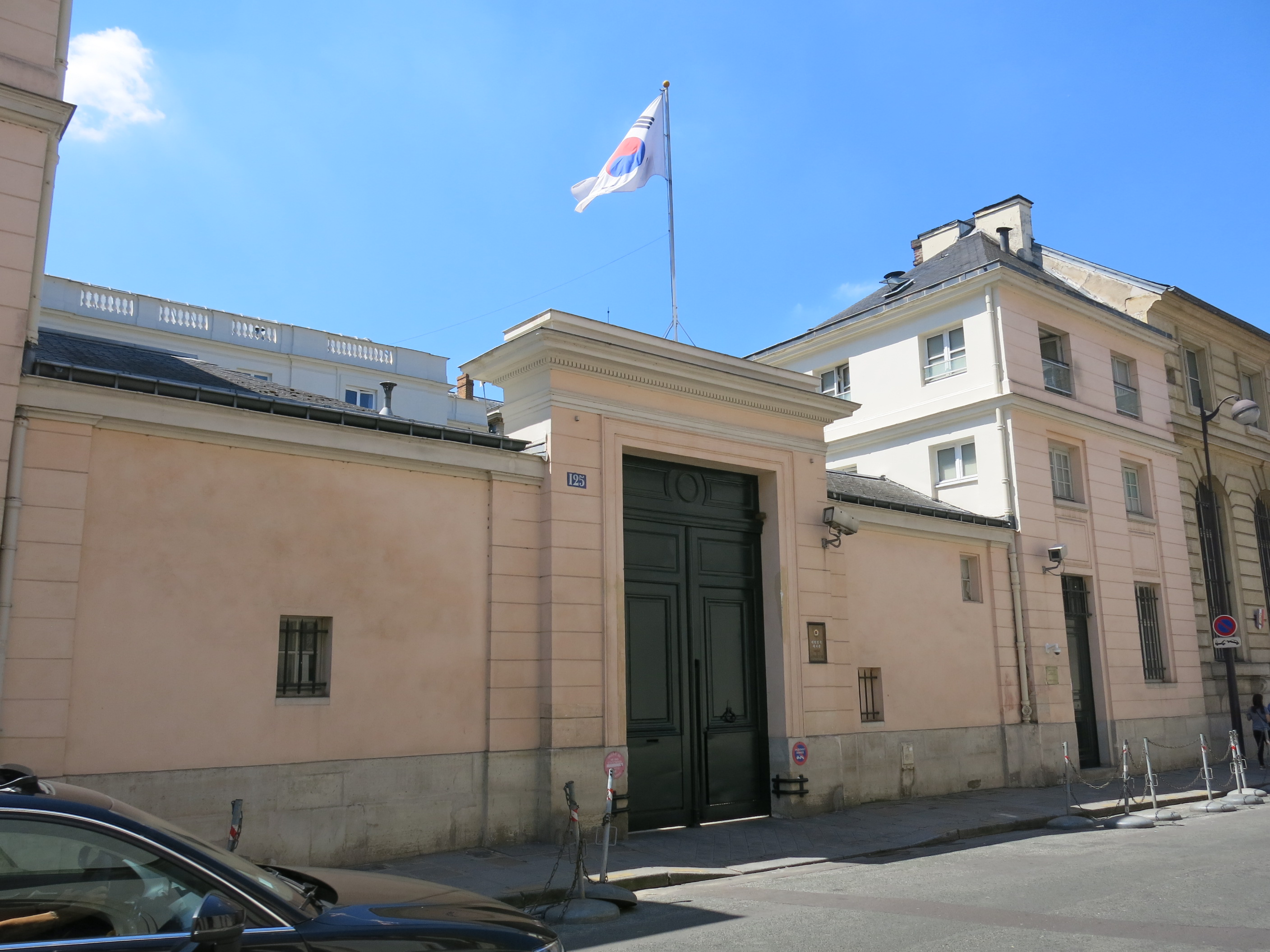
韩国驻法大使馆

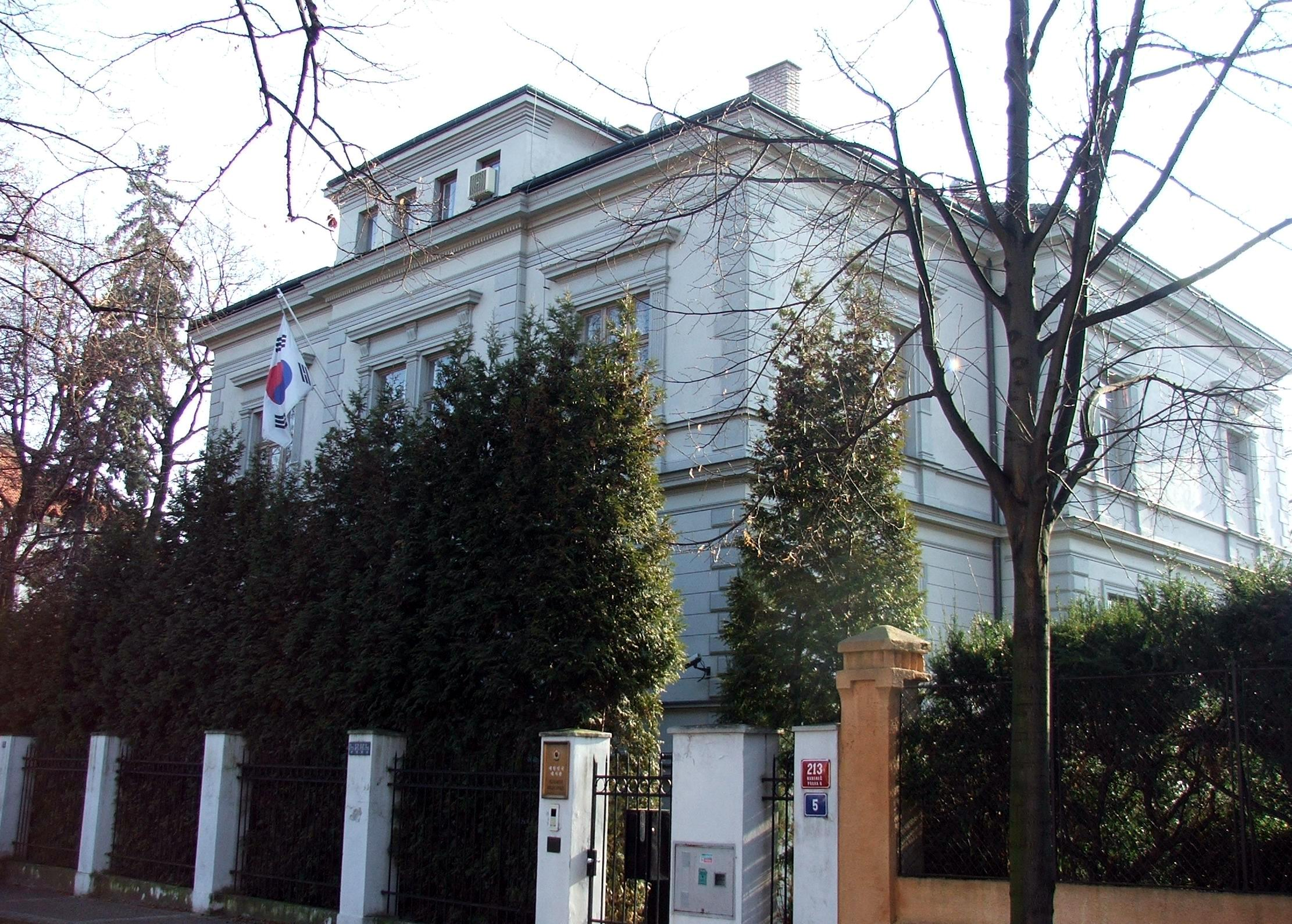
韩国驻捷克大使馆

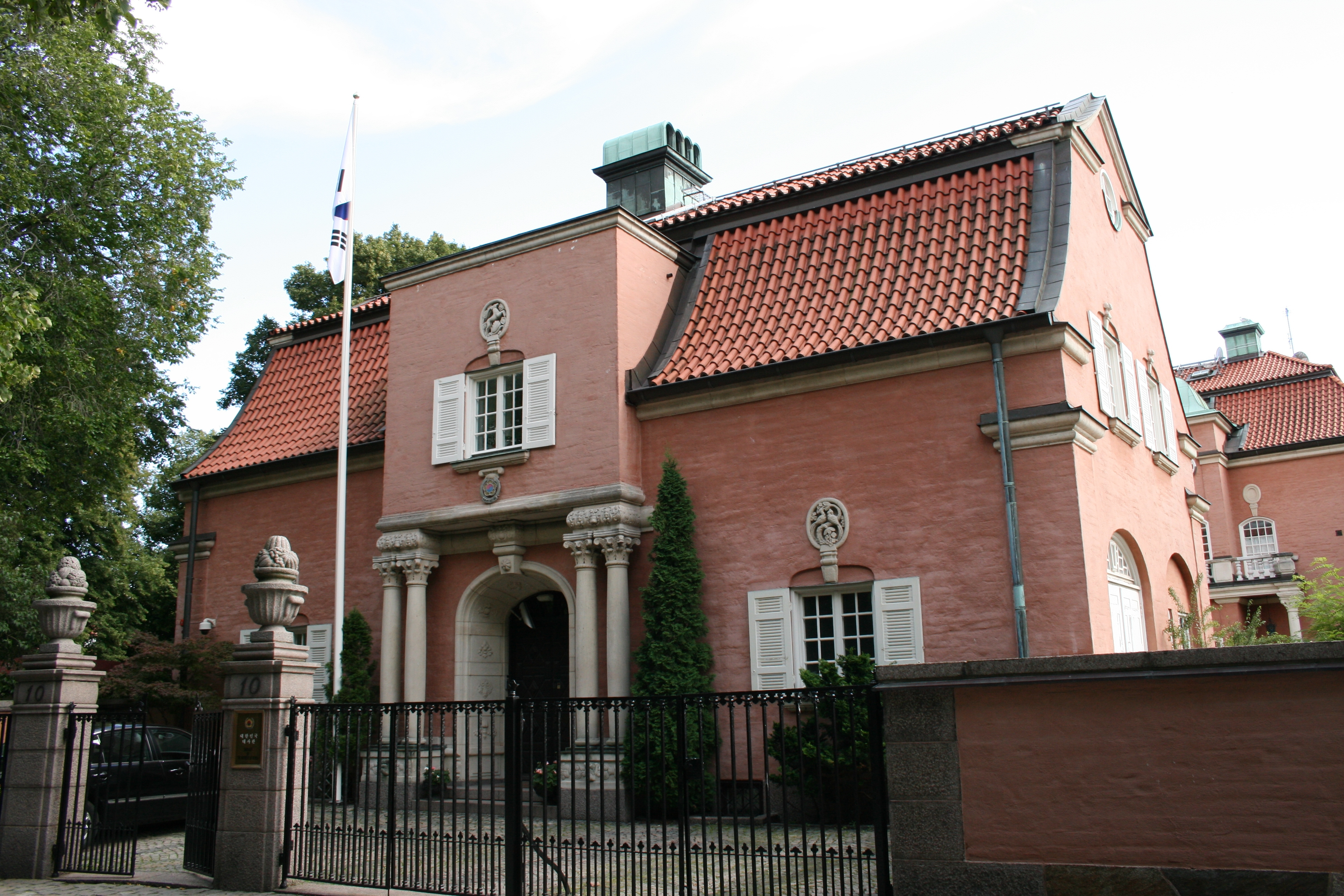
韩国驻瑞典大使馆

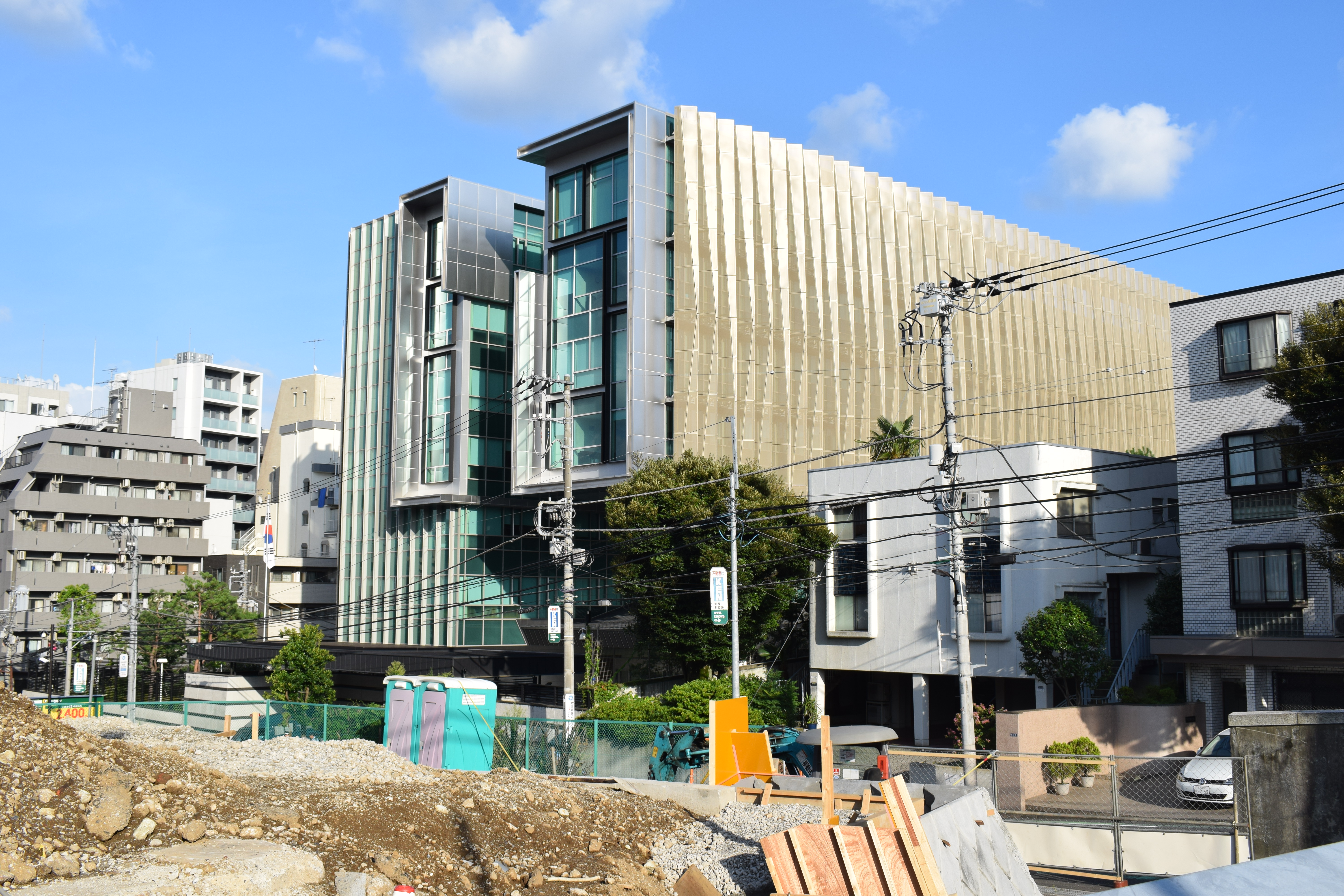
韩国驻日大使馆

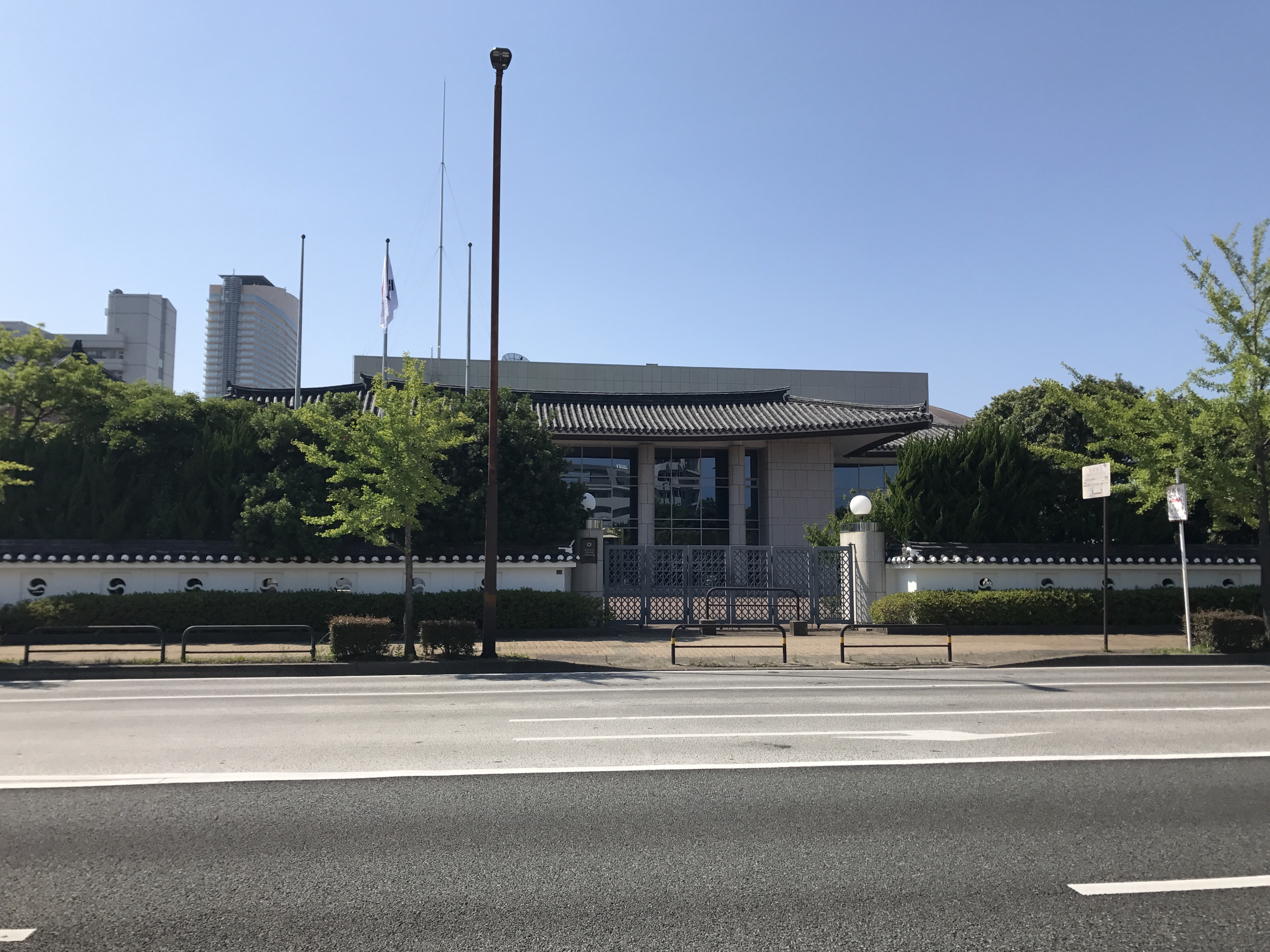
韩国驻福冈总领事馆

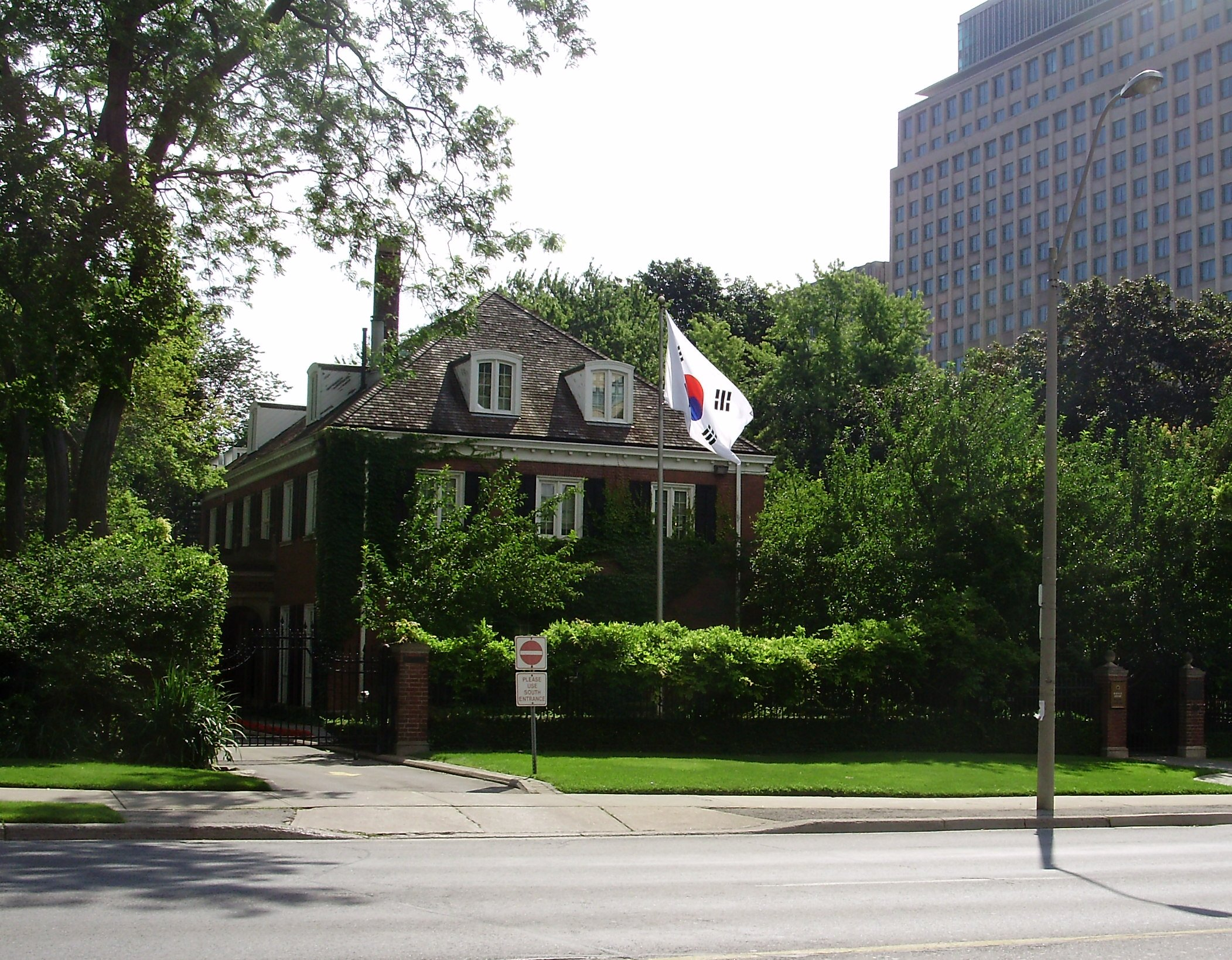
韩国驻多伦多总领事馆

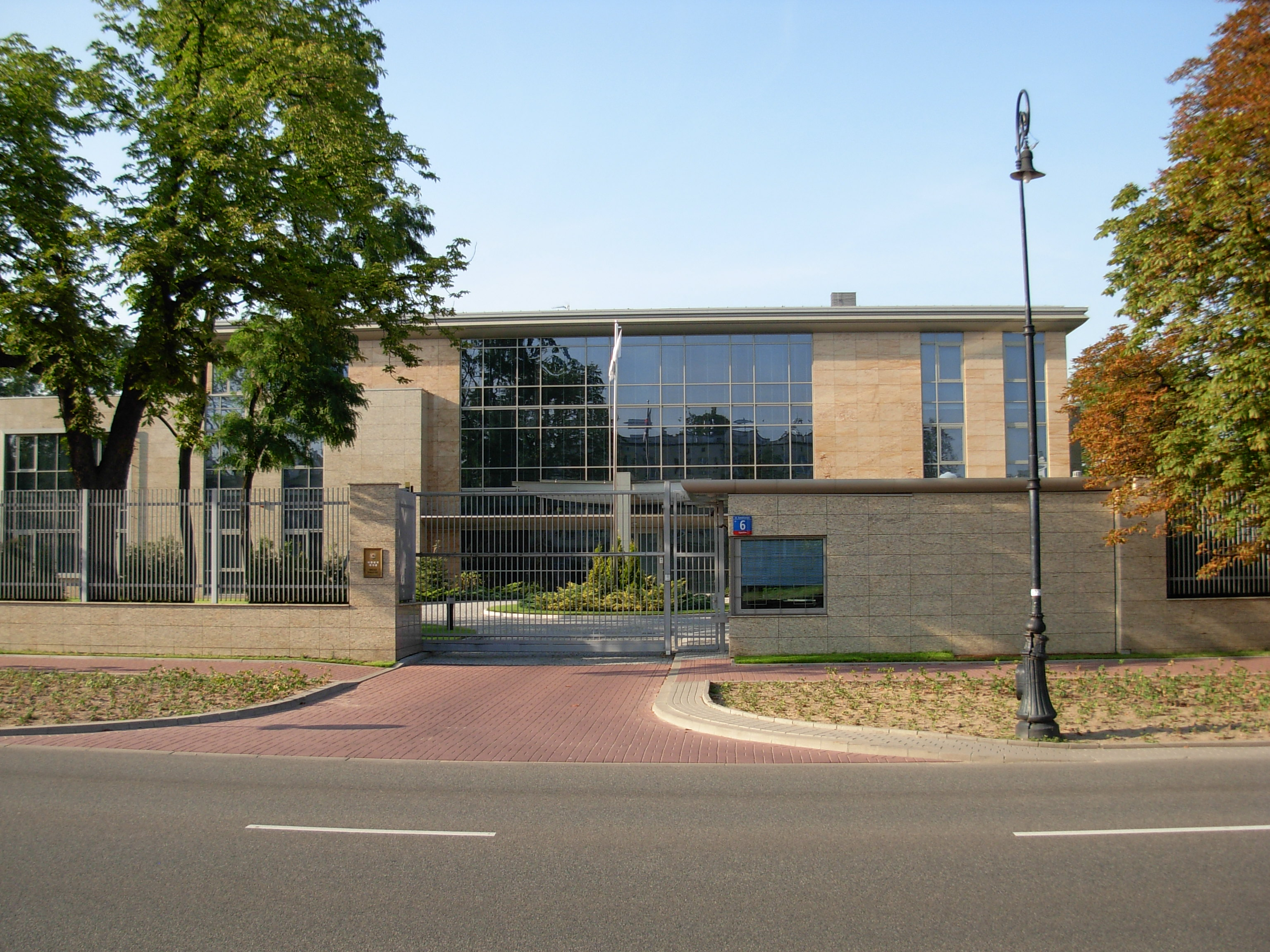
韩国驻波兰大使馆

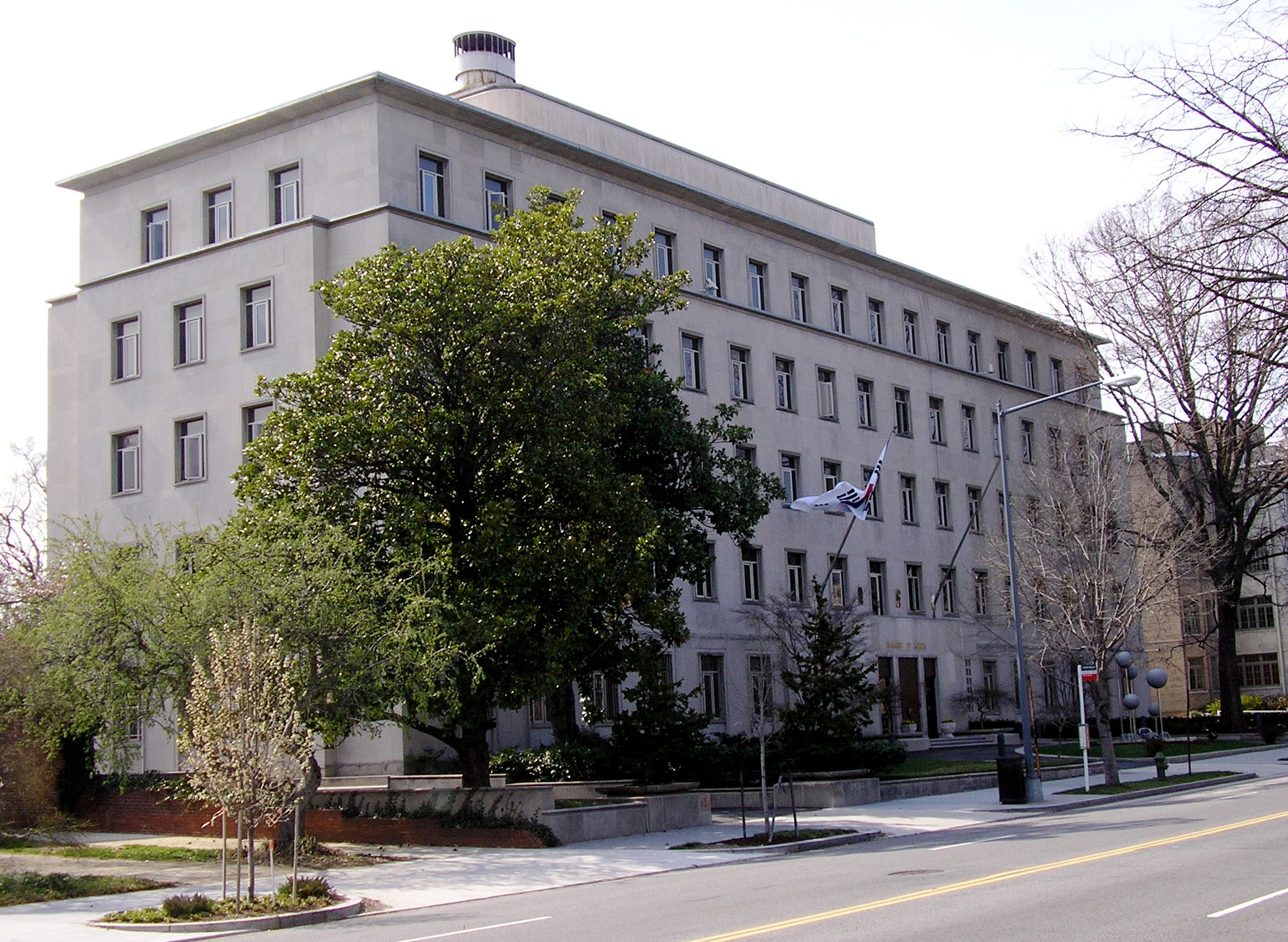
韩国驻美大使馆

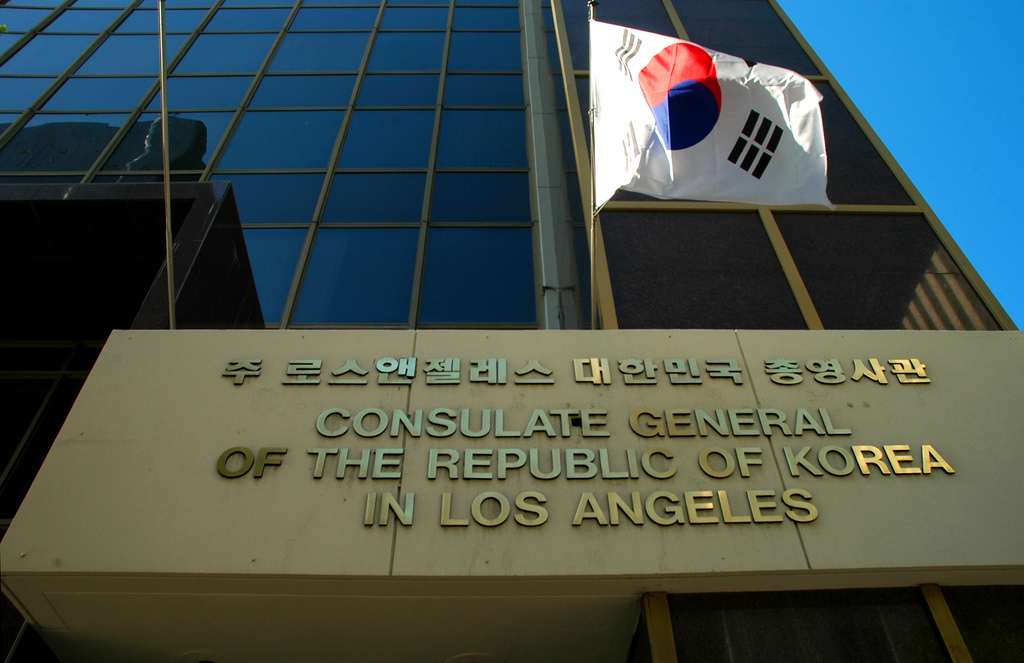
韩国驻洛杉矶总领事馆

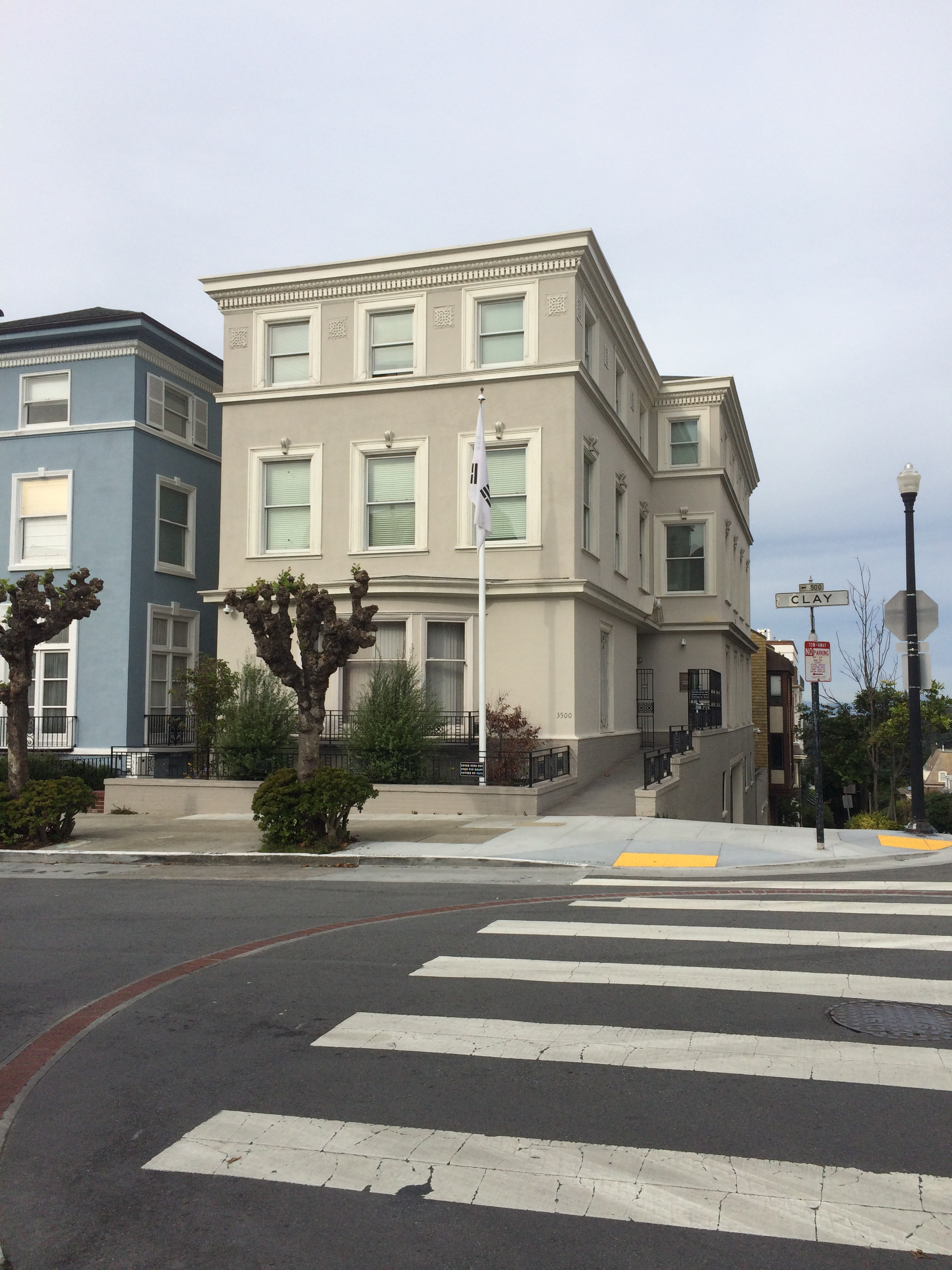
韩国驻旧金山总领事馆

- 阿尔及利亚
  - 阿尔及尔（大使馆）
- 安哥拉
  - 罗安达（大使馆）[1]
- 喀麦隆
  - 雅温得（大使馆）[1]
- 刚果民主共和国
  - 金沙萨（大使馆）[1]
- 埃及
  - 开罗（大使馆）
- 衣索比亞
  - 亚的斯亚贝巴（大使馆）[note 1]
- 加彭
  - 利伯维尔（大使馆）[note 2]
- - 阿克拉（大使馆）[note 3]
- - 阿比让（大使馆）[note 4]
- - 内罗毕（大使馆）
- 利比亞
  - 的黎波里（大使馆）
- 马达加斯加
  - 安塔那那利佛（大使馆）[1]
- 摩洛哥
  - 拉巴特（大使馆）
- 莫桑比克
  - 马普托（大使馆）[1]
- 奈及利亞
  - 阿布贾（大使馆）
- 卢旺达
  - 基加利（大使馆）[1]
- 塞内加尔
  - 达喀尔（大使馆）
- 南非
  - 比勒陀利亚（大使馆）
- 苏丹
  - 喀土穆（大使馆）
- 坦桑尼亚
  - 达累斯萨拉姆（大使馆）
- 突尼西亞
  - 突尼斯城（大使馆）
- 乌干达
  - 坎帕拉（大使馆）[1]
- 尚比亞
  - 卢萨卡（大使馆）[2]
- 辛巴威
  - 哈拉雷（大使馆）

## 美洲
- 阿根廷
  - 布宜诺斯艾利斯（大使馆）
- 玻利维亚
  - 拉巴斯（大使馆）
- 巴西
  - 巴西利亚（大使馆）
  - 圣保罗（总领事馆）
- 加拿大
  - 渥太华（大使馆）
  - 蒙特利尔（总领事馆）
  - 多伦多（总领事馆）
  - 温哥华（总领事馆）
- 智利
  - 圣地牙哥（大使馆）
- 哥伦比亚
  - 波哥大（大使馆）
- - 圣何塞（大使馆）
- 古巴
  - 哈瓦那（大使馆）[3]
- - 圣多明各（大使馆）[note 5]
- - 基多（大使馆）
- 薩爾瓦多
  - 圣萨尔瓦多（大使馆）[note 6]
- - 危地马拉城（大使馆）
- - 特古西加尔巴（大使馆）
- 牙买加
  - 京斯敦（大使馆）
- 墨西哥
  - 墨西哥城（大使馆）[note 7]
- 尼加拉瓜
  - 马那瓜（大使馆）
- 巴拿马
  - 巴拿马城（大使馆）
- 巴拉圭
  - 亚松森（大使馆）
- 秘魯
  - 利马（大使馆）
- 千里達及托巴哥
  - 西班牙港（大使馆）
- 美国
  - 华盛顿哥伦比亚特区（大使馆）
  - 亚特兰大（总领事馆）
  - 波士顿（总领事馆）
  - 芝加哥（总领事馆）
  - 檀香山（总领事馆）
  - 休斯敦（总领事馆）
  - 洛杉矶（总领事馆）
  - 纽约（总领事馆）
  - 旧金山（总领事馆）
  - 西雅图（总领事馆）
- 乌拉圭
  - 蒙特维多（大使馆）
- 委內瑞拉
  - 卡拉卡斯（大使馆）

## 亚洲
- 阿富汗
  - 喀布尔（大使馆）
- - 巴库（大使馆）[note 8]
- - 达卡（大使馆）
- 巴林
  - 麦纳麦（大使馆）
- - 斯里巴加湾市（大使馆）
- 柬埔寨
  - 金边（大使馆）
- 中国
  - 北京（大使馆）
  - 成都（总领事馆）
  - 广州（总领事馆）
  - 香港（总领事馆）
  - 青岛（总领事馆）
  - 上海（总领事馆）
  - 沈阳（总领事馆）
  - 武汉（总领事馆）
  - 西安（总领事馆）
  - 大連（領事館常駐辦事處)
- 东帝汶
  - 帝力（大使馆）
- - 第比利斯（领事办公室)
- 印度
  - 新德里（大使馆）
  - 金奈（总领事馆）
  - 孟买（总领事馆）
- 印度尼西亞
  - 雅加达（大使馆）
- 伊朗
  - 德黑兰（大使馆）
- 伊拉克
  - 巴格达（大使馆）
- 以色列
  - 特拉维夫（大使馆）
- 日本
  - 东京（大使馆）
  - 福冈（总领事馆）
  - 广岛（总领事馆）
  - 神户（总领事馆）
  - 名古屋（总领事馆）
  - 新潟（总领事馆）
  - 大阪（总领事馆）
  - 札幌（总领事馆）
  - 仙台（总领事馆）
  - 横浜（总领事馆）
- 约旦
  - 安曼（大使馆）
- - 努尔苏丹（大使馆）
  - 阿拉木图（总领事馆）
- 科威特
  - 科威特城（大使馆）
- - 比什凯克（大使馆）
- - 万象（大使馆）
- 黎巴嫩
  - 贝鲁特（大使馆）
- 马来西亚
  - 吉隆坡（大使馆）
- 蒙古国
  - 乌兰巴托（大使馆）
- 緬甸
  - 仰光（大使馆）
- 尼泊尔
  - 加德满都（大使馆）
- 阿曼
  - 马斯喀特（大使馆）
- 巴基斯坦
  - 伊斯兰堡（大使馆） [4]
- 菲律賓
  - 马尼拉（大使馆）
- - 多哈（大使馆）
- 沙烏地阿拉伯
  - 利雅得（大使馆）
  - 吉达（总领事馆）
- 新加坡
  - 新加坡 (大使馆）
- 斯里蘭卡
  - 科伦坡（大使馆）
- 中華民國（臺灣）
  - 台北（代表部）
- - 杜尚别（大使馆）
- 泰國
  - 曼谷（大使馆） [5]
- 土耳其
  - 安卡拉（大使馆）
  - 伊斯坦布尔（总领事馆）
- - 阿什哈巴特（大使馆）
- 阿联酋
  - 阿布扎比（大使馆）
  - 迪拜（总领事馆）
- - 塔什干（大使馆）
- 越南
  - 河内（大使馆）
  - 岘港（总领事馆）
  - 胡志明市（总领事馆）
- 葉門
  - 萨那（大使馆）

## 欧洲
- 奥地利
  - 维也纳（大使馆）
- 白俄羅斯
  - 明斯克（大使馆）
- 比利时
  - 布鲁塞尔（大使馆）
- 保加利亚
  - 索非亚（大使馆）
- - 萨格勒布（大使馆）[note 9]
- 捷克
  - 布拉格（大使馆）
- 丹麦
  - 哥本哈根（大使馆（朝鲜语：주덴마크 대한민국 대사관））
- 爱沙尼亚
  - 塔林（大使馆）[6][7]
- 芬兰
  - 赫尔辛基（大使馆）
- 法國
  - 巴黎（大使馆）
- 德国
  - 柏林（大使馆）
  - 法兰克福（总领事馆）
  - 汉堡（总领事馆）
- 希腊
  - 雅典（大使馆）[note 10]
- 聖座
  - 罗马（大使馆）[note 11]
- 匈牙利
  - 布达佩斯（大使馆）
- 愛爾蘭
  - 都柏林（大使馆）
- 義大利
  - 罗马（大使馆）
  - 米兰（总领事馆）
- 拉脫維亞
  - 里加（大使馆）
- 立陶宛
  - 维尔纽斯（大使馆）[7]
- 盧森堡
  - 卢森堡市（大使馆）[7]
- 荷蘭
  - 海牙（大使馆）
- 挪威
  - 奥斯陆（大使馆）[note 12]
- 波蘭
  - 华沙（大使馆）
- 葡萄牙
  - 里斯本（大使馆）
- 羅馬尼亞
  - 布加勒斯特（大使馆）
- 俄羅斯
  - 莫斯科（大使馆）[note 13] [8]
  - 伊尔库茨克（总领事馆）
  - 圣彼得堡（总领事馆）
  - 海参崴（总领事馆）
- 塞爾維亞
  - 贝尔格莱德（大使馆）[note 14]
- 斯洛伐克
  - 布拉提斯拉瓦（大使馆）
- 西班牙
  - 马德里（大使馆）
  - 巴塞罗那（总领事馆）
- 瑞典
  - 斯德哥尔摩（大使馆）
- 瑞士
  - 伯尔尼（大使馆）
- 乌克兰
  - 基辅（大使馆）[note 15]
- 英国
  - 伦敦（大使馆（朝鲜语：주영국 대한민국 대사관））

## 大洋洲
- - 堪培拉（大使馆）
  - 悉尼（总领事馆）
- 斐济
  - 苏瓦（大使馆）
- 新西兰
  - 惠灵顿（大使馆）
- - 莫尔兹比港（大使馆）

## 驻国际组织
- 布鲁塞尔（驻欧盟代表团）
- 日内瓦（驻联合国和其他国际组织代表团）
- 海牙（驻国际刑事法庭 和其他国际组织代表团）
- 雅加达（驻东盟代表团）
- 蒙特利尔（驻国际民航组织代表团）
- 纽约（驻联合国代表团）
- 巴黎（驻經濟合作暨發展組織和联合国教科文组织总代表团）

## 相关链接
- The Ministry of Foreign Affairs of the Republic of Korea （页面存档备份，存于）